# Xã Hamlin, Quận Eaton, Michigan
Xã Hamlin (tiếng Anh: Hamlin Township) là một xã thuộc quận Eaton, tiểu bang Michigan, Hoa Kỳ. Năm 2010, dân số của xã này là 3.343 người.